# Undo
Undo är ett datakommando. Det används till att återställa ett dokument eller program till ett tidigare tillstånd.